# Сибилёв, Дмитрий Евгеньевич
Дмитрий Евгеньевич Сибилёв (бел. Дзмітрый Яўгенавіч Сібілёў; род. 23 июля 2000, Брест) — белорусский футболист, полузащитник клуба «Ислочь».

## Клубная карьера
Является воспитанником футбольного клуба «Динамо-Брест». В 2018 году перебрался в другую брестскую команду — «Рух», выступавший во второй Второй лиге. За два года вместе с клубом проделал путь до высшего дивизиона. 29 июня 2020 года дебютировал в чемпионате чемпионате Беларуси в матче 15-го тура с «Белшиной». Сибилёв вышел на поле на 72-й минуте при счёте 3:0 вместо Егора Богомольского. Осенью 2020 года играл на правах аренды за клуб первой лиги «Крумкачи», а в 2021 годах отдан в аренду в брестское «Динамо». В составе динамовцев преимущественно оставался на скамейке запасных, редко выходя на замену в конце матча. В июле на правах аренды присоединился к «Сморгони», где стал чаще выходить в стартовом составе. В ноябре вернулся в «Рух», однако в январе 2022 года по соглашению сторон расторг контракт с клубом.
В марте 2022 года пополнил ряды новополоцкого «Нафтана». Дебютировал за клуб 9 апреля 2022 года в матче против петриковского «Шахтёра». Дебютный гол за клуб забил 11 сентября 2022 года в матче против «Орши». Вместе с клубом стал чемпионом Первой Лиги. В январе 2023 года футболист покинул клуб.
В декабре 2022 года футболист находился на просмотре в «Ислочи». В январе 2023 года футболист официально перешёл в клуб, заключив контракт на 2 года. Дебютировал за клуб 18 марта 2023 года в матче против минского «Динамо».

## Статистика выступлений

### Клубная статистика
| Выступление      | Выступление      | Выступление      | Лига | Лига | Кубки | Кубки | Конт. кубки | Конт. кубки | Итого | Итого |
| Клуб             | Лига             | Сезон            | Игры | Голы | Игры  | Голы  | Игры        | Голы        | Игры  | Голы  |
| ---------------- | ---------------- | ---------------- | ---- | ---- | ----- | ----- | ----------- | ----------- | ----- | ----- |
| Динамо-Брест     | Высшая лига      | 2018             | 0    | 0    | 1     | 0     | 0           | 0           | 1     | 0     |
| Динамо-Брест     | Итого            | Итого            | 0    | 0    | 1     | 0     | 0           | 0           | 1     | 0     |
| Рух (Брест)      | Вторая лига      | 2018             | 12   | 0    | 0     | 0     | —           | —           | 12    | 0     |
| Рух (Брест)      | Первая лига      | 2019             | 20   | 1    | 1     | 0     | —           | —           | 21    | 1     |
| Рух (Брест)      | Высшая лига      | 2020             | 1    | 0    | 0     | 0     | 0           | 0           | 1     | 0     |
| Рух (Брест)      | Итого            | Итого            | 33   | 1    | 1     | 0     | 0           | 0           | 34    | 1     |
| → Крумкачи       | Первая лига      | 2020             | 12   | 2    | 2     | 0     | 0           | 0           | 14    | 2     |
| → Крумкачи       | Итого            | Итого            | 12   | 2    | 2     | 0     | 0           | 0           | 14    | 2     |
| → Динамо (Брест) | Высшая лига      | 2021             | 4    | 0    | 0     | 0     | 0           | 0           | 4     | 0     |
| → Динамо (Брест) | Итого            | Итого            | 4    | 0    | 0     | 0     | 0           | 0           | 4     | 0     |
| → Сморгонь       | Высшая лига      | 2021             | 13   | 0    | 0     | 0     | 0           | 0           | 13    | 0     |
| → Сморгонь       | Итого            | Итого            | 13   | 0    | 0     | 0     | 0           | 0           | 13    | 0     |
| Нафтан           | Первая лига      | 2022             | 17   | 1    | 1     | 0     | 0           | 0           | 18    | 1     |
| Нафтан           | Итого            | Итого            | 17   | 1    | 1     | 0     | 0           | 0           | 18    | 1     |
| Всего за карьеру | Всего за карьеру | Всего за карьеру | 79   | 4    | 5     | 0     | 0           | 0           | 84    | 4     |

## Достижения
«Нафтан»
- Победитель Первой Лиги: 2022